# Richard Wagner (scriitor)
Richard Wagner  (n. 10 aprilie 1952, Lovrin, Timiș, Republica Populară Română, România – d. 14 martie 2023, Berlin, Germania) a fost un scriitor și publicist de limba germană originar din România, al doilea soț al scriitoarei Herta Müller.

## Biografie[8][9]
S-a născut în România, fosta regiune Timișoara, pe teritoriul actualului județ Timiș. Părinții săi, de origine germană, au fost tatăl, Nikolaus Wagner, și mama, Margarete (n. Dreier). Școala primară a urmat-o la Periam, iar liceul la Sânnicolau Mare. În timpul liceului a publicat primele lucrări în presa de limbă germană din România. Apoi a urmat studiile de anglistică și germanistică la Facultatea de Filologie a Universității din Timișoara (1971–1975), pe care a absolvit-o în 1975. Din anul 1972, ca student, a fost membru în Partidul Comunist Român.
În 1972 a fost cofondator al Aktionsgruppe Banat (Grupul de Acțiune Banat), o grupare a tinerilor autori contestatari de limbă germană din Timișoara, care a existat între anii 1972 - 1975. A lucrat ca profesor de limba germană la Hunedoara (1975–1978). În 1979 s-a mutat la Timișoara, unde a lucrat ca redactor la revista săptămânală Karpatenrundschau din Brașov (1979–1983). Între 1981 și 1982 a condus Cercul de literatură "Adam Müller-Guttenbrunn" din Timișoara. În 1983 a fost concediat din jurnalism. În consecință, în toamna anului 1985 Richard Wagner și soția sa, Herta Müller, au a depus cerere de emigrare, care a fost aprobată după doi ani. În februarie 1987 a emigrat în Republica Federală Germania, unde lucrează ca scriitor și publicist liber-profesionist la Berlin. A scris o serie de articole în revista românească Observator cultural.

## Scrieri

#### Publicate în România
- Klartext Ein Gedichtbuch / Gedichte, Albatros Verlag, Bukarest, 1973
- Die Invasion der Uhren / Gedichte, Kriterion Verlag, Bukarest, 1977
- Der Anfang einer Geschichte / Prosa, Dacia Verlag, Cluj-Napoca, 1980
- Hotel California / Teil I - Der Tag, der mit einer Wunde begann / Gedichte, Kriterion Verlag, Bukarest, 1980
- Hotel California / Teil II- Als schliefe der Planet / - Gedichte, Kriterion Verlag, Bukarest, 1981
- Anna und die Uhren. Ein Lesebuch für kleine Leute, Ion Creangă Verlag, Bukarest, 1981 (traducere în limba română: Anna și ceasurile. O carte de citit pentru cei mici, Editura Ion Creangă, București, 1992)
- Gegenlicht / Gedichte, Facla Verlag, Temeswar, 1983
- Das Auge des Feuilletons / Geschichten und Notizen, Dacia Verlag, Cluj-Napoca, 1984
- Călăreț pe unde scurte, Versuri, În românește de Ion Mușlea, Editura Kriterion, București, 1984
- Popoare în derivă. Europa de Est la răscruce de epoci, Editura Kriterion, București, 1994 (traducerea ediției Völker ohne Signale. Zum Epochenbruch in Osteuropa, Rotbuch Verlag, Berlin 1992)
- Calea românească. Reportaj dintr-o țară în curs de dezvoltare, Editura Kriterion, București, 1996 (traducerea ediției Sonderweg Rumänien. Bericht aus einem Entwicklungsland, Rotbuch Verlag, Berlin 1991)
- Viena, Banat, roman, Editura Univers, București, 1998 (traducerea ediției Die Muren von Wien, Luchterhand, Frankfurt am Main, 1990)
- Catrafuse (traducere în limba română a romanului "Habseligkeiten" de Michael Astner) Editura Polirom, 2006; ISBN 973-46-0227-6
- Miss București, roman, Editura RAO, București, 2009 (traducere în limba română a romanului Miss Bukarest, Aufbau Verlag, Berlin 2001)

Prezent cu poezii în antologii:
- Vînt potrivit pînă la tare. Zece tineri poeți germani din România, antologie și postfață de Peter Motzan, în românește de Ioan Muslea, cuvânt înainte de Mircea Iorgulescu, Editura Kriterion, București, 1982. Poeții antologați sunt: Anemone Latzina, Franz Hodjak, Rolf-Frieder Marmont, Johann Lippet, William Totok, Richard Wagner, Rolf Bossert, Hellmut Seiler, Horst Samson și Helmut Britz.

#### Publicate în Germania
Versuri
- Rostregen, Luchterhand Literaturverlag, 1986
- Heiße Maroni 1993,  reeditare Editura Dva, 1996, ISBN 3-421-06656-6 ; ISBN 978-3-421-06656-5
- Mit Madonna in der Stadt, Lyrikedition, Editura Buch&Media, 2000, ISBN 978-3-935284-27-1

Povestiri
- Ausreiseantrag („Cerere de emigrare”), 1988
- Begrüßungsgeld („Bani de bine-venit”), Luchterhand Literaturverlag, 1989
- Ausreiseantrag / Begrüßungsgeld. Erzählungen, Aufbau-Taschenbuch, Berlin, 2002  [11]

Proză scurtă
- Der Sturz des Tyrannen; Rumänien und das Ende einer Diktatur („Prăbușirea tiranului; România și sfârșitul unei dictaturi”), (co-editor), Ed. Rohwolt, 1990
- Sonderweg Rumänien / Essay, Rotbuch, 1991, trad. „Calea românească”, Ed. Kriterion, 1996
- Der Himmel von New York im Museum von Amsterdam / Kurzgeschichten , Frankfurter Verlagsanstalt, 1992
- Völker ohne Signale / Essay, Rotbuch, 1992, trad. „Popoare în derivă ”, Ed. Kriterion, 1994
- Mythendämmerung / Essays Rotbuch, 1993
- Giancarlos Koffer / Erzählung Rotbuch, 1993
- Heiße Maroni / Gedichte, DVA, 1993
- Der Mann, der Erdrutsche sammelte / Kurzgeschichten  DVA, (1994)

Romane
- Die Muren von Wien (Roman) Luchterhand Literaturverlag, Frankfurt am Main (1990)
- In der Hand der Frauen („În mâna femeilor”), DVA, 1995 (Roman)
- Lisas geheimes Buch („Jurnalul secret al Lizei”), DVA, (1996),
- Im Grunde sind wir alle Sieger Klett Cotta, (1998)
- Miss Bukarest („Miss București“, RAO), Editura Aufbau, Berlin, 2001
- Habseligkeiten („Catrafuse“, Polirom), Editura Aufbau, Berlin, 2004
- Das reiche Mädchen Editura Aufbau, Berlin, 2007, ISBN 978-3-351-03226-5
- Belüge mich („Minte-mă“), Editura Aufbau, Berlin, 2011
- Herr Parkinson („Domnul Parkinson“), Editura Knaus, München 2015

Reportaje de călătorie
- Der leere Himmel. Reise in das Innere des Balkan, Aufbau, (2003)
- Der deutsche Horizont. Vom Schicksal eines guten Landes, Aufbau, (2006) ISBN 978-3-351-02628-8[12][13]

## Distincții
- Premiul Comitetului Central al Uniunii Tineretului Comunist, pentru poezie (1973)
- Premiul pentru poezie al Uniunii Scriitorilor din România (1980)
- Premiul special Leonce- und-Lena (1987)
- Premiul de încurajare al Premiului Andreas-Gryphius (1988)
- Bursa Villa-Massimo la Roma (1990/91)
- Noul premiu german pentru literatură (Neuer Deutscher Literaturpreis) (2000).
- Premiul cărții atribuit de „Deutsches Kulturforum östliches Europa“ "Georg Dehio Buchpreis" (2008) pentru întreaga sa operă [14],[15]

## Lucrări de prezentare a scriitorului
- Andrea Mork, Richard Wagner als politischer Schriftsteller: Weltanschauung und Wirkungsgeschichte, Editura Campus (1990), ISBN 3-593-34366-5; ISBN  978-3593343662